# Reduktiver Citratzyklus
Der reduktive Citratzyklus (auch reduktiver Zitratzyklus, reduktiver Zitronensäurezyklus, reduktiver Tricarbonsäurezyklus bzw. reduktiver Krebs-Zyklus) ist ein zyklischer Reaktionsweg, bei dem die Kohlenstoffdioxid (CO2)-Fixierung (Kohlenstoffdioxid-Assimilation) durch rückläufige Schritte des Citratzyklus erfolgt. Durch diese Umkehr der Schritte des Citratzyklus wird er auch als reverser Citratzyklus bezeichnet. Der Zyklus wurde 1966 durch die Arbeiten von Mike C. Evans, Bob B. Buchanan und Daniel I. Arnon entdeckt.

## Vorkommen
Der reduktive Citratzyklus wurde in verschiedenen mikroaeroben und obligat anaeroben Mikroorganismen nachgewiesen. Er wurde bei Grünen Schwefelbakterien sowie bei Grünen Nichtschwefelbakterien identifiziert. Ursprünglich wurde er 1966 im Grünen Schwefelbakterium Chlorobium limicola entdeckt. Es wird vermutet, dass auch das tiefabzweigende thermophile Bacterium Aquifex aeolicus über den reduktiven Citratzyklus CO2 fixiert.
Es wurde früher vorgeschlagen, dass auch Archaeen (Thermoproteus neutrophilus) über diesen Stoffwechselweg Kohlenstoffdioxid fixieren können. Dies wurde indes durch neuere Untersuchungsergebnisse widerlegt.

## Biochemie

Der reduktive Citratzyklus als Schema. Die Anzahl der Kohlenstoffatome einzelner Metobolite ist kenntlich gemacht. Für Einzelheiten bitte Text beachten.

Der reduktive Citratzyklus stellt die Umkehrung
 des (oxidativen) Citratzyklus dar. Die meisten Enzyme des Citratzyklus werden auch bei diesem Stoffwechselweg verwendet – entgegen dessen Richtung. Im oxidativen Citratzyklus gibt es aber drei irreversible Schritte, die im reduktiven Citratzyklus durch drei spezielle Enzyme umgangen werden:
1. Die Reduktion von Fumarat zu Succinat wird durch eine Fumarat-Reduktase katalysiert. Sie ersetzt die Succinat-Dehydrogenase im ox. Citratzyklus.
2. An Succinyl-CoA kondensiert ein Molekül CO2 unter Verbrauch von reduziertem Ferredoxin. Diese reduktive Carboxylierung wird durch die α-Ketoglutarat-Synthase katalysiert. Dies umgeht die von der α-Ketoglutarat-Dehydrogenase vermittelten Decarboxylierung im ox. Citratzyklus.
3. Im ox. Citratzyklus kondensiert Acetyl-CoA mit Oxalacetat, was die Citrat-Synthase katalysiert. Im reduktiven Citratzyklus wird diese Reaktion durch eine ATP-Citrat-Lyase umgekehrt, wodurch Citrat in Acetyl-CoA und Oxalacetat gespalten wird. Dadurch schließt sich der Kreis. Für diese Reaktion wird ATP benötigt.

In der Gesamtbilanz werden für die Fixierung zweier Moleküle CO2 zu Acetyl-CoA acht Reduktionsäquivalente (in Form von NAD(P)H und red. Ferredoxin) und zwei Moleküle ATP benötigt:
{\displaystyle \mathrm {2\ CO_{2}+8\ [H]+2\ ATP\longrightarrow Acetyl{\text{-}}CoA+2\ ADP+H_{2}O} }
Für die Umkehrung des Citratzyklus wird also ein Molekül ATP zusätzlich benötigt, da im oxidativen Citratzyklus acht Reduktionsäquivalente und ein Molekül GTP freiwerden:
{\displaystyle \mathrm {Acetyl{\text{-}}CoA+GDP+H_{2}O{\xrightarrow {Citratzyklus}}2\ CO_{2}+8\ [H]+GTP} }

## Biologische Bedeutung
Der reduktive Citratzyklus ermöglicht oben genannten Mikroorganismen die Fixierung von CO2. Acetyl-CoA wird jedoch nicht über den Glyoxylatzyklus assimiliert, sondern durch eine Ferredoxin-abhängige Pyruvat-Synthase zu Pyruvat umgesetzt, dabei wird ein drittes CO2-Molekül fixiert:
{\displaystyle \mathrm {Acetyl{\text{-}}CoA+CO_{2}+2\ FD_{red}{\xrightarrow {Pyruvat-Synthase}}Pyruvat+CoA{\text{-}}SH+2\ FD_{ox}} }
Pyruvat kann schließlich im Zuge der Gluconeogenese zu Hexosen metabolisiert und in den Baustoffwechsel eingeschleust werden.
Der Zyklus verbraucht im Vergleich zum Calvin-Zyklus deutlich weniger ATP: bezogen auf die Bildung eines Glycerinaldehyd-3-phosphat verbraucht rTCA 5 ATP, wogegen Organismen mit dem Calvin-Zyklus 9 bis 13 ATP benötigen.
Im Allgemeinen kann er wegen der Sauerstoffempfindlichkeit der involvierten Enzyme nur unter anaeroben bzw. (mikro)aeroben Bedingungen ablaufen., unter letzteren Bedingungen wächst z. B. Hydrogenobacter thermophilus TK-6.